# نیمه‌عمر (فیلم)
«نیمه‌عمر» (انگلیسی: Half-Life) یک فیلم است که در سال ۲۰۰۸ منتشر شد. از بازیگران آن می‌توان به سوزان راتن اشاره کرد.